# Биореактор
Биореактор (Ферментёр) — прибор, осуществляющий перемешивание культуральной среды в процессе микробиологического синтеза.
Применяется в биотехнологической промышленности при производстве
лекарственных и ветеринарных препаратов, вакцин, продуктов пищевой промышленности (ферменты, пищевые добавки, глюкозные сиропы), а также при биоконверсии крахмала и производстве полисахаридов и нефтедеструкторов.
Различают механические, аэрлифтные и газо-вихревые биореакторы, а также аэробные (с подачей воздуха или газовых смесей с кислородом), анаэробные (без подачи кислорода) и комбинированные — аэробно-анаэробные.
В последнем случае в комбинированном биореакторе проводят культивирование как аэробных, так и анаэробных культур одновременно. Обычно это применяется для получения биогаза, когда тепловыделения в аэробном процессе используют для подогрева анаэробной культуры.

## Принцип действия биореактора
Назначением всякого биореактора является создание оптимальных условий для жизнедеятельности культивируемых в нём клеток и микроорганизмов,
а именно обеспечивать дыхание, подвод питания и отвод метаболитов
путём равномерного перемешивания газовой и жидкой составляющих содержимого биореактора.
При этом нежелательно подвергать клетки тепловому или механическому воздействию.
В механическом биореакторе перемешивание осуществляется механической мешалкой, что приводит к недостаточно равномерному перемешиванию с одной стороны, и к гибели микроорганизмов с другой.
В аэрлифтном биореакторе перемешивание осуществляется за счёт продувки газовой фазы через жидкость (барботажное перемешивание), что не всегда обеспечивает достаточно интенсивное перемешивание и приводит к нежелательному пенообразованию.
В биореакторе газо-вихревого типа перемешивание осуществляется квазистационарным потоком с осевым противотоком, который создаётся аэрирующим газовым вихрем за счёт перепада давления над поверхностью и силы трения воздушного потока о поверхность суспензии.
Пионером методологии непрерывного культивирования микроорганизмов в СССР был М. Д. Утёнков.